# Balística terminal
La balística terminal és una disciplina de la balística que estudia el comportament d'un projectil quan arriba al seu objectiu. Es refereix sovint com potència de frenada quan es tracta d'objectius de la vida humana o d'un altre tipus. De balística terminal és tan rellevant per als projectils de petit calibre, com els projectils de gran calibre (trets d'artilleria). L'estudi dels impactes de velocitat extremadament alta és encara molt nou i està encara en la seva majoria aplicats a disseny de naus espacials].